# ブカティーニ
ブカティーニ（イタリア語: bucatini）はシチリア発祥で、イタリア中部地方、特にローマ周辺でよく用いられるパスタの一種である。ペルチャテッリ (perciatelli) と呼ばれることもある。

## 概要
スパゲッティよりもやや太く、直径3-6ミリメートル程で長さは25–30センチメートルくらいの中心に穴のあいた細長く固いパスタである。デュラムセモリナ粉と水で作る。名前はイタリア語で「穴」を意味する「ブーコ」 (buco) に由来する。また、“bucato” あるいはナポリ語の “perciato” などは「穴の開いた」という意味である。ゆで時間は9分ほどである。
ブカティーニはラツィオ州全体、とくにローマでよく用いられる。ロングパスタ（スパゲッティ等）と穴のあいた筒状のショートパスタ（リガトーニ、ペンネ等）それぞれの長所をあわせ持っており、様々なソースと相性が良く、特にアマトリチャーナ等のこってりした「重い」ソースや、パンチェッタ、グアンチャーレ、野菜、チーズ、卵、アンチョビ、サーディンなどともよくあうとされている。
類似するパスタとしてズィーティ (ziti) がある。長くて穴のあいた棒のようなパスタで、なめらかな食感で端はまっすぐ切られている。「カットズィーティ」は小さなチューブ状に切られたズィーティである。ズィトーニ (zitoni) はズィーティの広いものである。

## 歴史
ブカティーニはおそらくシチリア島に由来するものと考えられている。1154年、シチリア王ルッジェーロ2世の宮廷にいた地理学者ムハンマド・アル＝イドリースィーは、シチリアにおけるパスタの生産について言及している。ブカティーニは主にナポリ王国で広がり、当初は細い棒に巻き付けて製造しておりマカロニとの区別は希薄だったと思われる。今日でもこのタイプのパスタを手作りするための正方形の断面を持つ針金を見つけることができる。

## ギャラリー

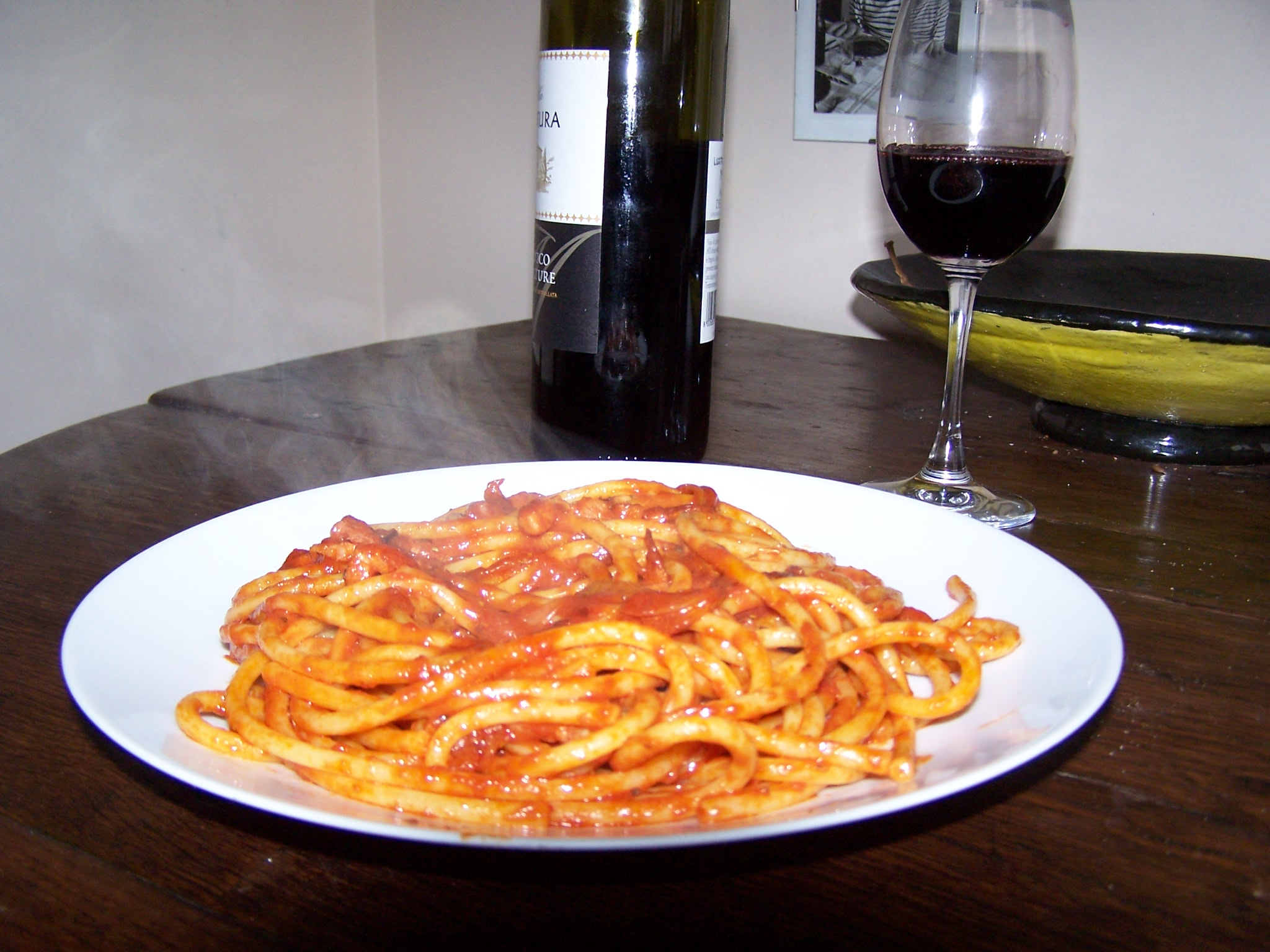
ブカティーニのアマトリチャーナ
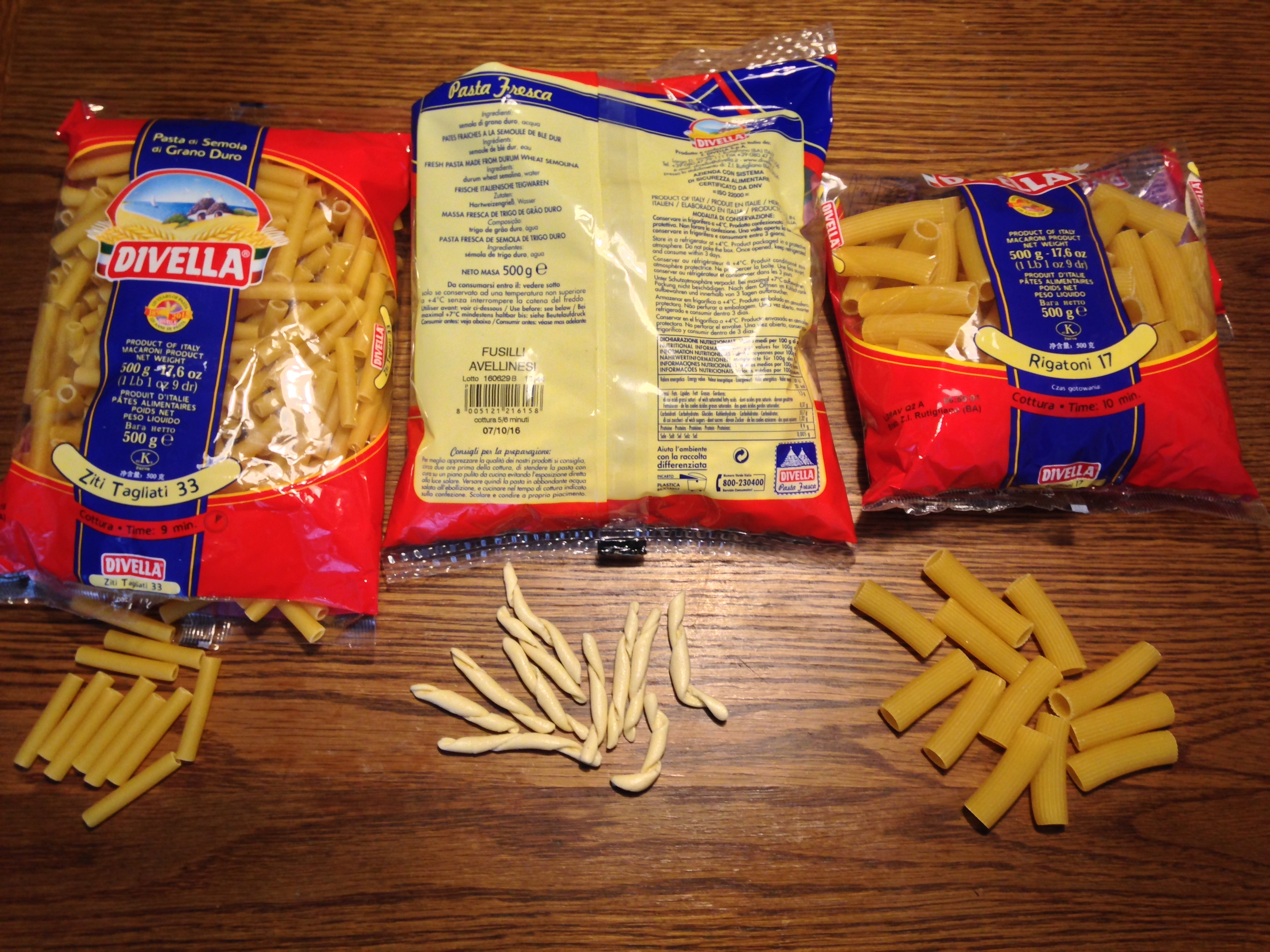
ズィーティ、フジッリ、リガトーニの大きさ比較

## 製法
標準的なパスタマシンは、平らなパスタのシートをリボン状にカットし、フェットチーネ、タリアテッレ、パッパルデッレなどリボン状のパスタを作るか、あるいは多穴のディスクを利用し押し出し形成することでスパゲッティとする。一方でブカティーニは中空に形成する必要から押し出し機の中に軸がついた特殊な金型プレートを使用する。
パスタ生地はミンチマシンによく似た押し出し機に特殊な金型プレートを付け、押し出すことで形成される。この金型は樹脂製ホースの製造などで用いられるものと同じ構造で、内側に金属芯が、その先に出口となる円形の穴が開いたディスクが据えられている。パスタ生地は長いチューブ状に押し出され、希望の長さで切り取られ、生のまま調理されるか乾燥される。生のブカティーニは調理前に穴を塞がないよう丁寧に扱う必要がある。